# Clarence Carter
Clarence Carter (Montgomery (Alabama), 14 januari 1936) is een blinde soulzanger en muzikant uit de Verenigde Staten.

## Biografie
Clarence Carter is blind geboren. Hij bezocht de Alabama School for the Blind in Talladega, Alabama, en het Alabama State College in Montgomery, waar hij in augustus 1960 afgestudeerd was, met een graad in de muziek. Hij leerde zichzelf gitaar spelen door veel te luisteren naar de bluesklassiekers van John Lee Hooker, Lightnin' Hopkins en Jimmy Reed. Carter kreeg zijn eerste gitaar tijdens Kerstmis in 1947 en zijn eerste royalty van een plaat was 25 cent.
Met Calvin Scott vormde hij in 1960 het duo Clarence & Calvin. Ze hadden elkaar ontmoet op de blindenschool. Ze tekenden een contract bij het Fairlane-label en brachten in 1961 I Wanna Dance But I Don't Know How uit. In 1962, na de tweede single, I Don't Know (School Girl) verlieten ze het label en tekenden een contract bij Duke Records. Ze namen een eigen label als sublabel: CL Boys label voor hun debuut. In totaal maakten ze vier singles. Helaas werden ze alle vier niet opgemerkt door de radiostations.
In 1965 gingen ze naar Rick Hall's FAME Studios in Muscle Shoals, Alabama, ze betaalden $85 om de ballade Step by Step (met op de B-kant Rooster Knees and Rice) op te nemen. Atlanta Radio pikte het plaatje op en beval Clarence & Calvin aan bij Atlantic-producer Jerry Wexler. Voor de tweede keer namen ze Step by Step op en voor de tweede keer flopte het singletje.

### Solo
In 1966 kregen Carter en Scott een auto-ongeluk. Scott moest lang revalideren en in de tussentijd ging Carter verder als solo-artiest. Dat was het einde van de samenwerking. Carter bleef bij Fame Records werken. Carter maakte de single Tell Daddy in 1967, dit was een antwoord op de single die Etta James had uitgebracht met de titel Tell Mama. Daarna werd Thread the Needle een kleine hit. Carter kwam terug bij Atlantic met Looking for a Fox dat begin 1968 uitkwam. Carter bracht daarna Slip away uit en dat werd een top 10-hit in de V.S. Too Weak to Fight werd zijn volgende hit. Eind 1968 kwam Carter met een kerstsingle: Back Door Santa.
In 1969 kwam Snatching It Back uit. De B-side was The Dark End of the Street, een cover van James Carr. Dat jaar zou hij meerdere singles uitgeven, maar die waren matig succesvol. In 1970 kreeg hij de grootste hit tot dan toe: Patches. Deze top 10-hit in de V.S. werd genomineerd in 1972 voor een Grammy Award. Daarna kwamen er weer een paar geflopte singles zoals Getting the Bills en Slipped, Tripped and Fell in Love. Hij nam een duet op met Candi Staton, maar verliet al snel Atlantic in 1972. Hij kwam terug bij Fame en nam Back in Your Arms Again op.
Door de komst van de disco-muziek in het midden van de jaren 1970 ging het niet goed met de carrière van Carter. Zijn nummers werden gesampled door vele hiphop muzikanten. Een voorbeeld hiervan is Backdoor Santa. Een sample in het nummer is te horen in het kerstnummer Christmas in Hollis van Run-D.M.C..
Carter is getrouwd geweest met Candi Staton.

## Erkenning
- In 1981 was hij de Comeback Artist of the Year.
- In september 2002 werd hij in de Georgia Music Hall of Fame.
- In oktober 2002 gebeurde hetzelfde in de Alabama Music Hall of Fame.

## Discografie
- 1968 This Is Clarence Carter
- 1969 Testifyin'
- 1969 The Dynamic Clarence Carter
- 1970 Patches
- 1971 That's What Your Love Means to Me
- 1973 Sixty Minutes
- 1974 Real
- 1975 Loneliness & Temptation
- 1976 Heart Full of Song
- 1977 I Got Caught Making Love
- 1977 Let's Burn
- 1981 Mr. Clarence Carter in Person
- 1986 Dr. CC
- 1987 Hooked on Love
- 1989 Touch of Blues
- 1990 Between a Rock and a Hard Place Tussen
- 1992 Have You Met Clarence Carter...Yet?
- 1994 Live with the Dr.
- 1995 Together Again
- 1995 I Couldn't Refuse
- 1996 Carter's Corner
- 1997 Too Weak to Fight
- 1999 Bring It to Me
- 2001 Live in Johannesburg
- 2003 All Y'all Feeling Alright
- 2005 One More Hit (to the face)
- 2007 Messin' with My Mind
- 2007- The Final Stroke

- Bibliothèque nationale de France: cb139736526 (data)
- Gemeinsame Normdatei: 134570529
- International Standard Name Identifier: 0000 0000 5518 3845
- Library of Congress Control Number: n94001058
- MusicBrainz: d24bd0d5-0bfe-43ca-9ddd-d731abda89d7
- Virtual International Authority File: 54340250
- WorldCat: E39PBJhxg6mHpMp8xbRcXTdJDq